# Nights in White Satin
Nights in White Satin är en låt av den brittiska musikgruppen The Moody Blues, komponerad av gruppens gitarrist Justin Hayward. På inspelningen medverkar även London Festival Orchestra, som var skivbolaget Deccas "husorkester". Låten medtogs på studioalbumet Days of Future Passed på albumets temadel "The Night". Låten utgavs som singel sent 1967 och blev en hit i Storbritannien i januari 1968. Den kom dock att bli ännu mer populär vid en nyutgåva 1972 då den bland annat nådde andraplatsen på amerikanska singellistan.
Låten skrevs av den då nittonårige Justin Hayward och titeln refererar till en gåva han fått av sin tidigare flickvän bestående i lakan av satin, men texten handlar främst om obesvarad kärlek, och en annan flickvän som just brutit upp med honom. Inspelningen präglas av Mike Pinders mellotronspel, och ett flöjtsolo av Ray Thomas. Albumversion avslutas med en talad sektion kallad "Late Lament", framförd av Mike Pinder, men skriven av Graeme Edge.
1976 spelades låten in av Giorgio Moroder i en discobetonad version med titeln "Knights in White Satin".
Låten har också varit med i flera filmer så som I skuggan av Bronx, Casino  och Love & Mercy.

## Listplaceringar
1967 års utgåva
| Lista (1967-1968) | Position              |
| ----------------- | --------------------- |
| Frankrike         | 1                     |
| Kanada            | 30 (RPM)              |
| Nederländerna     | 1                     |
| Schweiz           | 6                     |
| Storbritannien    | 19 (UK Singles Chart) |
| Västtyskland      | 18                    |

1972 års utgåva
| Lista (1972-1973) | Position              |
| ----------------- | --------------------- |
| Australien        | 3 (Go Set)            |
| Irland            | 15                    |
| Kanada            | 1 (RPM)               |
| Storbritannien    | 9 (UK Singles Chart)  |
| USA               | 2 (Billboard Hot 100) |